# Скоковито простирање
Скоковито простирање или салтационо провођење (енгл. Saltatory conduction, од латинског saltus (скок)) је пропагација акционих потенцијала дуж мијелинизованих аксона од једног Ранвијеовог сужења до следећег, повећавајући брзину проводљивости акционих потенцијала. Неизоловани Ранвијерови чворови су једина места дуж аксона где се јони размењују преко мембране аксона, регенеришући акциони потенцијал између региона аксона који су изоловани мијелином, за разлику од електричне проводљивости у једноставном колу.

## Механизам
Мијелинизовани аксони дозвољавају само да се акциони потенцијали појаве на немијелинизираним Ранвијеровим сужењима који се јављају између мијелинизираних интернодуса. Овим ограничењем скоковито простирање пропагира акциони потенцијал дуж аксона неурона брзином знатно већом него што би то било могуће у немијелинизованим аксонима (150 м/с у поређењу са 0,5 до 10 м/с). Како натријум јури у сужење, он ствара електричну силу која гура јоне који су већ унутар аксона. Ово брзо провођење електричног сигнала стиже до следећег сужења и ствара други акциони потенцијал, освежавајући сигнал. На овај начин, скоковито простирање омогућава да се електрични нервни сигнали пропагирају на велике удаљености великом брзином без икакве деградације сигнала. Иако се чини да акциони потенцијал скаче дуж аксона, овај феномен је заправо само брзо провођење сигнала унутар мијелинизованог дела аксона. Ако би цела површина аксона била изолована, акциони потенцијали не би могли да се регенеришу дуж аксона што доводи до деградације сигнала.

## Дистрибуција
Скоковито простирање се широко јавља у мијелинизованим нервним влакнима кичмењака, али је касније откривена у пару медијалних мијелинизованих џиновских влакана Fenneropenaeus chinensis и Marsupenaeus japonicus, као и у средњем џиновском влакну глиста. Скоковито простирање је такође пронађено у малим и средњим мијелинизованим влакнима шкампа врсте Penaeus.